# Targa Puglia 1931
Die I. Targa Puglia, auch I Targa Puglia, Gara nazionale di velocita, AC Bari, fand am 11. Oktober 1931 statt.

## Das Rennen
1931 etablierte sich in Apulien ein Straßenrennen, das Anlehnung an der seit 1906 ausgefahrenen Targa Florio nahm, die Targa Puglia. Das Rennen fand auf öffentlichen Straßen rund um die Stadt Bari statt und führte über 679,900 km. Diese erste Rennveranstaltung dieses Namens fand im Oktober 1931 statt und endete mit dem Gesamtsieg der beiden Ferrari-Werkspiloten Guglielmo Carraroli und Francesco Severi auf einem Alfa Romeo 1750c.

## Ergebnisse

### Schlussklassement
| 1           | 2.0   |  | Scuderia Ferrari | Guglielmo Carraroli Francesco Severi  | Alfa Romeo 1750c      | 6:41:33,200  |
| 2           | 2.0   |  | ACI Cosenza      | Guido d’Ippolito Bettino Siciliani    | Alfa Romeo 1750c      | 6:44:03,000  |
| 3           | 2.0   |  | ACI Bari         | Giuseppe De Laurentis Vincenzo Azzone | Alfa Romeo 1750c      | 6:49:58,400  |
| 4           | 2.0   |  | ACI Foggia       | Pietro Celentani Milesi               | Alfa Romeo 1750       | 7:37:18,600  |
| 5           | 2.0   |  | ACI Bari         | Stoppelli G. D’Ambrosio               | Alfa Romeo 1750       | 7:47:53,400  |
| 6           | + 2.0 |  |                  | G. Marino Enrico Zalar                | Ford                  | 8:12:21,400  |
| 7           | 2.0   |  |                  | C. Cazzaniga Mughetti                 | Alfa Romeo 1750       |              |
| 8           | 2.0   |  |                  | Veris Menichelli                      | Alfa Romeo 1750       | 8:14:14,000  |
| 9           | 2.0   |  |                  | Soldini Guglielmo Dei                 | Alfa Romeo 1750       | 8:21:43,200  |
| 10          | + 2.0 |  |                  | Terribile Spinelli                    | Chrysler              | 8:24:56,800  |
| 11          | 2.0   |  |                  | Chiapperini Fiore                     | Fiat 514              | 9:07:30,400  |
| 12          | + 2.0 |  |                  | Guglielmo Gazzo                       | Fiat 522              | 9:18:39,200  |
| 13          | 2.0   |  |                  | Giuseppe Loforese Giuseppe Musolino   | Fiat 514              | 9:34:06,000  |
| 14          | 1.0   |  |                  | Castro Guglielmo Pinzero              | Salmson               | 9:57:27,600  |
| 15          | 1.0   |  |                  | Amedeo Rizzi Menotti                  | Fiat 509              | 10:11:28,000 |
| 16          | 1.0   |  |                  | G. Castellano Ortis                   | Fiat 509              | 10:22:59,400 |
| 17          | 1.0   |  |                  | Papillon                              | Fiat 509              | 10:33:50,000 |
| 18          | + 2.0 |  |                  | Checchia Carlo Bruno                  | OM                    | 10:42:30,400 |
| 19          | 1.0   |  |                  | Mininni L. Massari                    | Fiat 509              | 10:48:30,000 |
| Ausgefallen |       |  |                  |                                       |                       |              |
| 20          | 2.0   |  | Scuderia Ferrari | Eugenio Siena Pietro Bucci            | Alfa Romeo 8C 2300 MM |              |
| 21          |       |  | XXX              | XXX                                   |                       |              |
| 22          |       |  | XXX              | XXX                                   |                       |              |
| 23          |       |  | XXX              | XXX                                   |                       |              |
| 24          |       |  | XXX              | XXX                                   |                       |              |
| 25          |       |  | XXX              | XXX                                   |                       |              |
| 26          |       |  | XXX              | XXX                                   |                       |              |
| 27          |       |  | XXX              | XXX                                   |                       |              |
| 28          |       |  | XXX              | XXX                                   |                       |              |

### Nur in der Meldeliste
Zu diesem Rennen sind keine weiteren Meldungen bekannt.

### Klassensieger
| Klasse | Fahrer              | Fahrer            | Fahrzeug         | Platzierung im Gesamtklassement |
| ------ | ------------------- | ----------------- | ---------------- | ------------------------------- |
| + 2.0  | G. Marino           | Enrico Zalar      | Ford             | Rang 6                          |
| 2.0    | Guglielmo Carraroli | Francesco Severi  | Alfa Romeo 1750c | Gesamtsieg                      |
| 1.0    | Castro              | Guglielmo Pinzero | Salmson          | Rang 14                         |

### Renndaten
- Gemeldet: 28
- Gestartet: 28
- Gewertet: 19
- Rennklassen: 3
- Wetter am Renntag:
- Streckenlänge:
- Siegerschnitt: 101,600 km/h
- Schnellste Trainingszeit:
- Schnellste Rennrunde: